# Golden Telecom
Golden Telecom est un opérateur de télécommunications alternatif en Russie, et fournit également des services dans plusieurs États de la Communauté des États indépendants (CEI). L'opérateur a déployé un important réseau Wi-Fi métropolitain à Moscou.
Le titre était coté NASDAQ sous le code GLDN.

## Historique
En 2003, Golden Telecom a acquis Sovintel, un opérateur qui fournit des services RNIS, Frame Relay, ATM et optique SDH à Moscou et Saint-Pétersbourg. 
En 2004, la société a acheté l'opérateur Comincom-Combellga à Telenor en échange d'une prise de participation de 19 % dans Golden Telecom. Comincom-Combellga exploite un réseau fibre optique étendu à Moscou, avec un réseau local de desserte des abonnés en cuivre. Il exploite aussi un réseau micro-onde et a accès aux services des satellites internationaux d'Eutelsat.
En 2005, l'opérateur a obtenu une licence pour des services longue distance. Son réseau de transit fédéral (FTN Federal Transit Network) a été terminé dans le courant de l'année 2006. Il comporte 4 nœuds d'accès internationaux et 88 nœuds d'accès
En 2006, Golden Telecom achète l'opérateur russe Telcom LLC.
En 2006, l'opérateur a commencé des essais d'une solution Wi-Fi haut débit à Moscou. 
En 2007, Golden Telecom a pris le contrôle de Fortland Limited (65 %), qui possède le diffuseur de vidéo numérique Kolangon-Optim LLC en Russie. La société a aussi acquis ZAO Telecommunications Agency (Atel), principal opérateur alternatif fixe à Perm en Russie. En décembre, Golden Telecom a pris le contrôle de 100 % de LLC “NTT” un opérateur alternatif de services aux entreprises et aux opérateurs dans la région de Krasnodar
En décembre 2007 l'opérateur russe de téléphonie Vimpelcom procède au rachat de Golden Telecom pour 4,3 milliards de dollars.
Le titre est retiré de cotation NASDAQ.

## Profil de la société
Golden Telecom propose divers services de télécommunications (voix, données, internet) aux particuliers, aux entreprises et aux autres opérateurs, dans les principales villes, notamment en Russie à Moscou, Saint-Pétersbourg, Nijni Novgorod, Samara, Kaliningrad, Krasnoïarsk, et Alma-Ata, en Ukraine à Kiev et dans l'Ouzbékistan à Tachkent.
Services proposés sur le marché grand public : 
- Cartes d'appels prépayés
- Accès internet commuté
- Des services d'accès large bande en utilisant la technologie WiFi. Le réseau baptisé "GoldenWiFi" comprend 12 700 nœuds Wi-Fi déployés en zones intérieures et extérieures. Il couvre environ 800 000 foyers à Moscou. Il s'agit, selon la société, du plus important réseau WiFi métropolitain dans le monde. Ce service a obtenu le prix "Global Telecoms 2007 Innovation award" en septembre 2007[6].

Services proposés sur le marché des entreprises: 
- Services voix locaux (ligne, numéro), inter-urbain et international
- Liaisons louées
- Accès à l'internet dédié
- Services de conception, installation et gestion de réseaux de données privés
- Services de Centre d'appels

Services proposés sur le marché de gros (aux autres opérateurs en Russie et dans la CEI):
- Numéros locaux et liaisons vers le RTC, terminaison de trafic local, longue distance et international

Services proposés sur le marché de gros (aux autres opérateurs internationaux): 
- Terminaison de trafic voix en Russie et dans la CEI
- Capacité louée

Golden Telecom a déployé pour cela des réseaux métropolitains optiques SDH ou Ethernet et des liaisons longues distances inter-urbaines en fibre optique ou via des réseaux de satellite. Le réseau comprend environ 314 points d'accès en Russie et autres pays de la communauté des états indépendants. 
Sa filiale Golden Telecom GSM propose des services mobiles GSM en Ukraine, à Kiev et Odessa. 

## Principaux actionnaires
La majorité du capital de l'entreprise a longtemps été contrôlée par l'opérateur national longue distance Rostelecom (11 %), par l'opérateur scandinave Telenor (20 %),, et par Sunbird Limited (29 %), lui-même détenu par le groupe Altimo. En décembre 2007, VimpelCom (via deux filiales VimpelCom Finance et Lillian Acquisition) a pris le contrôle de 100 % des parts de Golden Telecom.